# Cascada bioquímica
Una cascada bioquímica, también conocida como cascada de señales o vía de señalización, es una serie de reacciones químicas que se inician por un estímulo (primer mensajero) que actúa sobre un receptor que es transducido al interior de la célula a través de segundos mensajeros (que amplifican la señal inicial) y, en última instancia, a las moléculas efectoras, dando lugar a una respuesta celular al estímulo inicial. En cada paso de la cascada de señales, intervienen varios factores de control para regular las acciones celulares, respondiendo eficazmente a las señales sobre sus cambiantes entornos internos y externos.
Hay muchas cascadas bioquímicas importantes en la bioquímica, incluidas las cascadas enzimáticas, como la cascada de coagulación y el sistema del complemento.

## Introducción

### Cascadas de señales
Las células requieren una maquinaria celular completa y funcional para vivir. Cuando pertenecen a organismos multicelulares complejos, necesitan comunicarse entre sí y trabajar en simbiosis para dar vida al organismo. Estas comunicaciones entre las células desencadenan cascadas de señales intracelulares, denominadas vías de transducción de señales, que regulan funciones celulares específicas. Cada transducción de señales ocurre con un mensajero extracelular primario que se une a una transmembrana o receptor nuclear, iniciando las señales intracelulares. El complejo formado produce o libera segundos mensajeros que integran y adaptan la señal, amplificándola, activando objetivos moleculares, que a su vez activan efectores que conducirán a la respuesta celular deseada.

## Transductores y efectores
ELa transducción de la señal se realiza mediante la activación de receptores específicos y la consiguiente producción/entrega de segundos mensajeros, como el Ca2+ o el cAMP. Estas moléculas operan como transductores de señal, activando cascadas intracelulares y a su vez amplificando la señal inicial. Se han identificado dos mecanismos principales de transducción de señal, a través de receptores nucleares o a través de receptores transmembrana. En el primero, el primer mensajero cruza a través de la membrana celular, uniéndose y activando los receptores intracelulares localizados en el núcleo o en el citosol, que luego actúan como factores transcripcionales que regulan directamente la expresión génica. Esto es posible debido a la naturaleza lipofílica de esos ligandos, principalmente hormonas. En la transducción de la señal a través de los receptores transmembrana, el primer mensajero se une al dominio extracelular del receptor transmembrana activándolo. Estos receptores pueden tener una actividad catalítica intrínseca o pueden estar acoplados a enzimas efectoras, o también pueden estar asociados a canales iónicos. Por lo tanto, hay cuatro tipos principales de receptores transmembrana: receptores acoplados a la proteína G (GPCRs), receptores de tirosina cinasa (RTKs), receptores de serina/treonina cinasa (RSTKs), y canales iónicos ligados (LGICs). Los segundos mensajeros pueden clasificarse en tres clases: 
1. Hidrófilos/citosólicos - son solubles en agua y se localizan en el citosol, incluyendo cAMP, cGMP, IP3, Ca2+, cADPR y S1P. Sus principales objetivos son las proteínas cinasas como la PKA y la PKG, que participan en las respuestas mediadas por la fosforilación.[2]
2. Hidrófobos/ asociados a la membrana - son insolubles en el agua y asociados a la membrana, estando localizados en los espacios intermembranales, donde pueden unirse a las proteínas efectoras asociadas a la membrana. Ejemplos: PIP3, DAG, ácido fosfatídico, ácido araquidónico y ceramida. Están involucrados en la regulación de las cinasas y fosfatasas, factores asociados a la proteína G y factores transcripcionales.[2]
3. Gaseosos - pueden difundirse a través de la membrana celular y el citosol, incluyendo el óxido nítrico y el monóxido de carbono. Ambos pueden activar el cGMP y, además de ser capaces de mediar en actividades independientes, también pueden operar de forma coordinada.[2]

## Respuesta celular
La respuesta celular en las cascadas de transducción de señales implica la alteración de la expresión de los genes efectores o la activación/inhibición de las proteínas objetivo. La regulación de la actividad de las proteínas implica principalmente eventos de fosforilación/defosforilación, que conducen a su activación o inhibición. Es el caso de la gran mayoría de las respuestas como consecuencia de la unión de los mensajeros primarios a los receptores de membrana. Esta respuesta es rápida, ya que implica la regulación de las moléculas que ya están presentes en la célula. Por otra parte, la inducción o represión de la expresión de los genes requiere la unión de factores transcripcionales a las secuencias reguladoras de estos genes. Los factores de transcripción son activados por los mensajeros primarios, en la mayoría de los casos, debido a su función como receptores nucleares de estos mensajeros. Los mensajeros secundarios como el DAG o el Ca2+ también podrían inducir o reprimir la expresión de los genes, a través de los factores transcripcionales. Esta respuesta es más lenta que la primera porque implica más pasos, como la transcripción de genes y luego el efecto de las proteínas recién formadas en un objetivo específico. El objetivo podría ser una proteína u otro gen.

## Ejemplos de cascadas bioquímicas
En bioquímica, varias cascadas enzimáticas importantes y cascadas de transducción de señales participan en las vías metabólicas o redes de señalización, en las que suelen intervenir las enzimas para catalizar las reacciones. Por ejemplo, la vía del factor tisular en la cascada de coagulación de la hemostasia secundaria es la vía primaria que conduce a la formación de fibrina y, por consiguiente, al inicio de la coagulación sanguínea. Las vías son una serie de reacciones, en las que un zimógeno (precursor enzimático inactivo) de una proteasa de serina y sus cofactores de glicoproteína se activan para convertirse en componentes activos que luego catalizan la siguiente reacción en la cascada, dando lugar en última instancia a la fibrina reticulada.
Otro ejemplo, la vía de señalización del erizo sónica, es uno de los reguladores clave del desarrollo embrionario y está presente en todos los bilaterianos. Las diferentes partes del embrión tienen diferentes concentraciones de proteínas de señalización de erizos, que dan información a las células para que el embrión se desarrolle adecuada y correctamente en una cabeza o una cola. Cuando la vía funciona mal, puede dar lugar a enfermedades como el carcinoma de células basales. Estudios recientes señalan el papel de la señalización del erizo en la regulación de las células madre adultas que participan en el mantenimiento y la regeneración de los tejidos adultos. La vía también está implicada en el desarrollo de algunos cánceres. Los medicamentos que se dirigen específicamente a la señalización del erizo para combatir enfermedades están siendo desarrolladas actualmente por varias compañías farmacéuticas. La mayoría de las cascadas bioquímicas son series de eventos, en las que un evento desencadena el siguiente, de manera lineal.Entre las cascadas bioquímicas se encuentran
- El Sistema de complemento
- La vía de señalización de la insulina
- La vía de señalización hedgehog
- La vía de señalización WNT
- La vía de señalización de JAK-STAT
- Las vías del receptor adrenérgico
- Las vías del receptor de acetilcolina
- La cascada de la proteína quinasa activada por el mitógeno

Por el contrario, las cascadas negativas incluyen eventos que son circulares, o que pueden causar o ser causados por múltiples eventos[8]:
- Cascada isquémica

## Cascadas bioquímicas específicas de las células

### Células epiteliales
La adherecia es un proceso esencial para que se puedan formar las células epiteliales y las células puedan estar en contacto permanente con la matriz extracelular y con otras células. Existen varias vías para lograr esta comunicación y adhesión con el medio ambiente. Pero las principales vías de señalización son las vías de la caderina y la integrina La vía de la caderina está presente en las uniones de adherencia o en los desmosomas y es responsable de la adhesión epitelial y la comunicación con las células adyacentes. La cadherina es un receptor transmembrana de glicoproteínas que establece contacto con otra cadherina presente en la superficie de una célula vecina formando un complejo de adhesión. Este complejo de adhesión está formado por β-catenina y α-catenina, y el p120CAS es esencial para su estabilización y regulación. Este complejo se une a la actina, lo que conduce a la polimerización. Para la polimerización de la actina a través de la vía de la caderina, las proteínas de la familia de las GTPasas Rho también están involucradas. Este complejo está regulado por la fosforilación, lo que lleva a una regulación a la baja de la adherencia. Varios factores pueden inducir la fosforilación, como el EGF, HGF o v-Src. La vía de la cadherina también tiene una función importante en la supervivencia y la proliferación porque regula la concentración de la catenina citoplasmática β-catenina. Cuando la β-catenina está libre en el citoplasma, normalmente se degrada, sin embargo si la señalización Wnt se activa, la degradación de la β-catenina se inhibe y se traslada al núcleo donde forma un complejo con los factores de transcripción. Esto lleva a la activación de los genes responsables de la proliferación y la supervivencia de las células. Por lo tanto, el complejo caderino-catenina es esencial para la regulación del destino celular. Las integrinas son receptores heterodiméricos de glicoproteínas que reconocen las proteínas presentes en la matriz extracelular, como la fibronectina y la laminina. Para funcionar, las integrinas tienen que formar complejos con las proteínas ILK y Fak. Para la adherencia a la matriz extracelular, la ILK activa las proteínas Rac y Cdc42 y conduce a la polimerización de la actina. La ERK también conduce a la polimerización de la actina mediante la activación de la cPLA2. El reclutamiento de FAK por la integrina lleva a la activación de Akt y esto inhibe los factores pro-apoptóticos como BAD y Bax. Cuando no se produce la adhesión a través de las integrinas, los factores pro-apoptóticos no se inhiben y dan lugar a la apoptosis.

### Hepatocitos
El hepatocito es una célula diferenciada compleja y multifuncional cuya respuesta celular estará influenciada por la zona del lóbulo hepático, porque las concentraciones de oxígeno y sustancias tóxicas presentes en los sinusoides hepáticos cambian de la zona periportal a la zona centrilobular10. Los hepatocitos de la zona intermedia tienen las características morfológicas y funcionales adecuadas, ya que se encuentran en un ambiente con concentraciones medias de oxígeno y otras sustancias. Esta célula especializada es capaz de:
- Regular el metabolismo de la glucosa[2][3][16]

1. A través de cAMP/PKA/TORC (transductores de CREB regulado)/CRE, PIP3 /PKB y PLC /IP3
2. Expresión de enzimas para la síntesis, el almacenamiento y la distribución de la glucosa

- Síntesis de las proteínas de fase aguda[17][18][19]

1. A través de JAK /STAT /APRE (elemento de respuesta de fase aguda)
2. Expresión de la proteína C-reactiva, inhibidores de la globulina proteasa, complemento, sistemas de coagulación y fibrinolíticos y homeostasis del hierro

- Regular la homeostasis del hierro (independiente de la fase aguda)[2][19][20]
  1. Via Smads /HAMP
  2. Expresión de la hepcidina

- Regular el metabolismo de los lípidos.[2][19][21][22]

1. A través de LXR /LXRE (elemento de respuesta de LXR)
2. Expresión de ApoE CETP, FAS y LPL

- Producción exocrina de sales biliares y otros compuestos.[2][19][21][22]

1. A través de LXR /LXRE
2. Expresión de los transportadores CYP7A1 y ABC

- Degradación de sustancias tóxicas.[2][19][21][22]

1. A través de LXR /LXRE
2. Expresión de los transportadores ABC

- Producción endocrina

1. Vía JAK/STAT /GHRE (elemento de respuesta de la hormona de crecimiento)

```
Expresión de 
IGF-1
 y 
IGFBP-3
```

1. Vía THR/THRE (elemento de respuesta de la hormona tiroidea)[2][23][24][25]

Expresión del angiotensinógeno
- Se regeneran por la mitosis de los hepatocitos.[19][26][27][28]

1. A través de STAT y Gab1: RAS/MAPK, PLC/IP3 y PI3K/FAK
2. Crecimiento, proliferación, supervivencia, invasión y movilidad de las células

El hepatocito también regula otras funciones para la síntesis constitutiva de las proteínas (albúmina, ALT y AST) que influyen en la síntesis o activación de otras moléculas (síntesis de urea y aminoácidos esenciales), activan la vitamina D, la utilización de la vitamina K, la expresión del transportador de la vitamina A y la conversión de la tiroxina.

## Neuronas
La señalización purinérgica tiene un papel esencial en las interacciones entre las neuronas y las células de la glía, permitiéndoles detectar los potenciales de acción y modular la actividad neuronal, contribuyendo a la regulación de la homeostasis intra y extracelular. Además del neurotransmisor purinérgico, el ATP actúa como factor trófico en el desarrollo y crecimiento celular, interviniendo en la activación y migración de la microglia, y también en la mielinización axonal por parte de los oligodendrocitos. Existen dos tipos principales de receptores purinérgicos, el P1 que se une a la adenosina y el P2 que se une al ATP o al ADP, presentando diferentes cascadas de señalización La vía de señalización NFE2L2/ARE tiene un papel fundamental en la lucha contra el estrés oxidativo, al que las neuronas son especialmente vulnerables debido a su alto consumo de oxígeno y su alto contenido en lípidos. Esta vía neuroprotectora implica el control de la actividad neuronal por parte de los astrocitos perisinápticos y la liberación de glutamato neuronal, con el establecimiento de sinapsis tripartitas. La activación de Nrf2/ARE conduce a una mayor expresión de las enzimas implicadas en la síntesis y el metabolismo del glutatión, que tienen un papel clave en la respuesta antioxidante La vía de señalización LKB1/NUAK1 regula la ramificación del axón terminal en las neuronas corticales, mediante la captura local de mitocondrias inmovilizadas. Además de la NUAK1, la cinasa LKB1 actúa bajo otras enzimas efectoras como SAD-A/B y MARK, regulando así la polarización neuronal y el crecimiento axonal, respectivamente. Estas cascadas de quinasas implican también a Tau y a otras MAP. Un amplio conocimiento de estas y otras vías neuronales podría proporcionar nuevas dianas terapéuticas potenciales para varias enfermedades crónicas neurodegenerativas como el Alzheimer, el Parkinson y la enfermedad de Huntington, y también para la esclerosis lateral amiotrófica.

### Células de sangre
Las células sanguíneas (eritrocitos, leucocitos y plaquetas) son producidas por la hematopoyesis. Los eritrocitos tienen como función principal la entrega de O2 a los tejidos, y esta transferencia se produce por difusión y está determinada por la tensión de O2 (PO2). Los eritrocitos son capaces de sentir la necesidad de O2 de los tejidos y de causar un cambio en el calibre vascular, a través de la vía de liberación de ATP, que requiere un aumento del cAMP, y están regulados por la fosfodiesterasa (PDE). Esta vía se puede desencadenar a través de dos mecanismos: el estímulo fisiológico (como la reducción de la tensión de O2) y la activación del receptor de prostaciclina (IPR). Esta vía incluye las proteínas G heterotriméricas, la adenilciclasa (AC), la proteína cinasa A (PKA), el regulador de la conductancia transmembrana de la fibrosis quística (CFTR) y un conducto final que transporta el ATP al lumen vascular (pannexina 1 o canal aniónico dependiente del voltaje (VDAC)). El ATP liberado actúa sobre los receptores purinérgicos de las células endoteliales, desencadenando la síntesis y la liberación de varios vasodilatadores, como el óxido nítrico (NO) y la prostaciclina (PGI2). El modelo actual de cascada de adhesión leucocitaria incluye muchos pasos mencionados en el cuadro 1.[42] La adhesión mediada porp integrina de los leucocitos a las células endoteliales está relacionada con los cambios morfológicos tanto en los leucocitos como en las células endoteliales, que en conjunto apoyan la migración leucocitaria a través de las paredes venulares. Las pequeña GTPasa Ras y Rho  están involucradas en las principales vías de señalización leucocitaria que subyacen a la adhesión dependiente de la integrina estimulada por la quimiocina, y tienen importantes funciones en la regulación de la forma, la adherencia y la motilidad de las células.

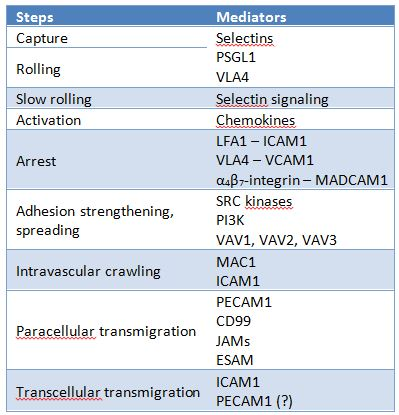
Los pasos de la cascada de adhesión leucocitaria y las moléculas clave involucradas en cada paso

Cuando se produce una lesión vascular, las plaquetas se activan por el colágeno localmente expuesto (receptor VI de la glicoproteína (GP)), la trombina generada localmente (receptores PAR1 y PAR4), el tromboxano A2 derivado de las plaquetas (TxA2) (receptor TP) y el ADP (receptores P2Y1 y P2Y12) que se libera de las células dañadas o se secreta de los gránulos densos de las plaquetas. El factor von Willebrand (VWF) sirve como una molécula accesoria esencial. En términos generales, la activación plaquetaria iniciada por el agonista lleva a una cascada de señales que conducen a un aumento de la concentración de calcio citosólico. En consecuencia, se activa la integrina αIIbβ3 y la unión al fibrinógeno permite la agregación de las plaquetas entre sí. El aumento del calcio citosólico también lleva a un cambio de forma y a la síntesis de TxA2, lo que lleva a la amplificación de la señal. 

### Linfocitos
El objetivo principal de las cascadas bioquímicas en los linfocitos es la secreción de moléculas que puedan suprimir las células alteradas o eliminar los agentes patógenos, a través de la proliferación, diferenciación y activación de estas células. Por lo tanto, los receptores antigénicos desempeñan un papel central en la transducción de señales en los linfocitos, porque cuando los antígenos interactúan con ellos se produce una cascada de eventos de señales. Estos receptores, que reconocen el antígeno soluble (células B) o vinculados a una molécula en las células presentadoras de antígeno (células T), no tienen largas colas citoplasmáticas, por lo que se anclan a las proteínas de señalización, que contienen una larga cola citoplasmática con un motivo que puede ser fosforilado (ITAM - motivo de activación basado en la tirosina del inmunorreceptor) y que da lugar a diferentes vías de señal. El receptor de antígeno y la proteína de señal forman un complejo estable, llamado BCR o TCR, en las células B o T, respectivamente. La familia Src es esencial para la transducción de señales en estas células, porque es responsable de la fosforilación de los ITAM. Por lo tanto, Lyn y Lck, en los linfocitos B y T, respectivamente, fosforilan motivos de activación del inmunorreceptor basado en la tirosina después del reconocimiento del antígeno y el cambio conformacional del receptor, lo que lleva a la unión de las cinasas Syk/Zap-70 al ITAM y su activación. La cinasa Syk es específica de los linfocitos B y la Zap-70 está presente en las células T. Después de la activación de estas enzimas, algunas proteínas adaptadoras son fosforiladas, como BLNK (células B) y LAT (células T). Estas proteínas después de la fosforilación se activan y permiten la unión de otras enzimas que continúan la cascada bioquímica.[2][44][45][46] Un ejemplo de una proteína que se une a las proteínas adaptadoras y se activa es la PLC que es muy importante en las vías de señal de los linfocitos. La PLC es responsable de la activación de la PKC, a través del DAG y el Ca2+, lo que lleva a la fosforilación de la molécula CARD11, y a la formación del complejo CBM.
Este complejo activa la cinasa Iκκ, que fosforila I-κB, y luego permite la translocación de NF-κB al núcleo y la transcripción de los genes que codifican las citoquinas, por ejemplo. Otros factores de transcripción como el NFAT y el complejo AP1 también son importantes para la transcripción de las citoquinas. La diferenciación de las células B a las células plasmáticas es también un ejemplo de un mecanismo de señal en los linfocitos, inducido por un receptor de citoquinas. En este caso, algunas interleucinas se unen a un receptor específico, lo que lleva a la activación de la vía MAPK/ERK. En consecuencia, la proteína BLIMP1 se transduce e inhibe la PAX5, permitiendo la transcripción de los genes de inmunoglobulina y la activación de XBP1 (importante para la formación del aparato secretorio y la mejora de la síntesis de proteínas). Además, los coreceptores (CD28/CD19) juegan un papel importante porque pueden mejorar la unión antígeno/receptor e iniciar eventos paralelos en cascada, como la activación de la cinasa PI3. El PIP3 es entonces responsable de la activación de varias proteínas, como la proteína Vav (lleva a la activación de la vía JNK, lo que consecuentemente lleva a la activación de c-Jun) y Btk (puede también activar el PLC).

### Huesos

#### Vía de señalización Wnt
La vía de señalización Wnt puede dividirse en canónica y no canónica. La señalización canónica implica la unión de la Wnt al Frizzled y al co-receptor LRP5, lo que lleva a la fosforilación de GSK3 y a la inhibición de la degradación de la catenina β, lo que resulta en su acumulación y translocación al núcleo, donde actúa como factor de transcripción. La señalización Wnt no canónica puede dividirse en la vía de la polaridad celular plana (PCP) y la vía Wnt/calcio. Se caracteriza por la unión de la Wnt al Frizzled y la activación de las proteínas G y por un aumento de los niveles intracelulares de calcio a través de mecanismos que implican la PKC 50. La vía de señalización Wnt desempeña un papel significativo en la osteoblastogénesis y la formación ósea, induciendo la diferenciación de las células pluripotentes mesenquimales en los osteoblastos e inhibiendo la vía RANKL/RANK y la osteoclastogénesis.

#### La vía de señalización de RANKL/RANK
RANKL es miembro de la superfamilia de ligandos TNF. A través de la unión al receptor de RANK activa varias moléculas, como NF-kappa B, MAPK, NFAT y PI3K52. La vía de señalización de RANKL/RANK regula la osteoclastogénesis, así como la supervivencia y activación de los osteoclastos.

#### La vía de señalización de la adenosina
La adenosina es muy relevante en el metabolismo óseo, ya que juega un papel en la formación y activación tanto de los osteoclastos como de los osteoblastos. La adenosina actúa uniéndose a los receptores purinérgicos e influyendo en la actividad de la adenilciclasa y en la formación de cAMP y PKA 54. La adenosina puede tener efectos opuestos en el metabolismo óseo, porque mientras que ciertos receptores purinérgicos estimulan la actividad de la adenilciclasa, otros tienen el efecto contrario. En determinadas circunstancias la adenosina estimula la destrucción ósea y en otras situaciones promueve la formación de hueso, dependiendo del receptor purinérgico que se esté activando.

### Células madre
La capacidad de autorrenovación y diferenciación son propiedades excepcionales de las células madre. Estas células pueden clasificarse por su capacidad de diferenciación, que disminuye progresivamente con el desarrollo, en totipotentes, pluripotentes, multipotentes y unipotentes.
El proceso de autorrenovación está altamente regulado por el control del ciclo celular y la transcripción genética. Existen algunas vías de señalización, como el LIF/JAK/STAT3 (Factor inhibitorio de la leucemia/Janus quinasa/transductor de señales y activador de la transcripción 3) y BMP/SMADs/Id (Proteínas morfogenéticas óseas/Células madre contra el decapentaplégico/ Inhibidor de la diferenciación), mediadas por factores de transcripción, reguladores epigenéticos y otros componentes, y son responsables de la expresión de genes de autorrenovación y de la inhibición de la expresión de genes de diferenciación, respectivamente.
A nivel del ciclo celular hay un aumento de la complejidad de los mecanismos en las células madre somáticas. Sin embargo, se observa una disminución del potencial de autorrenovación con la edad. Estos mecanismos están regulados por las vías de señalización p16Ink4a-CDK4/6-Rb y p19Arf-p53-P21Cip1. Las células madre embrionarias tienen una actividad constitutiva de la ciclina E-CDK2, que hiperfosforila e inactiva la Rb. Esto conduce a una corta fase G1 del ciclo celular con una rápida transición G1-S y poca dependencia de las señales mitogénicas o de las ciclinas D para la entrada en la fase S. En las células madre fetales, los mitógenos promueven una transición G1-S relativamente rápida mediante la acción cooperativa de la ciclina D-CDK4/6 y la ciclina E-CDK2 para inactivar las proteínas de la familia Rb. La expresión de p16Ink4a y p19Arf se inhibe por la regulación de la cromatina dependiente de Hmga2. Muchas células madre adultas jóvenes están inactivas la mayor parte del tiempo. En ausencia de señales mitogénicas, la ciclina-CDK y la transición G1-S son suprimidas por los inhibidores del ciclo celular, incluyendo las proteínas de la familia Ink4 y Cip/Kip. Como resultado, el Rb es hipofosforilado e inhibe el E2F, promoviendo la quietud en la fase G0- del ciclo celular. La estimulación del mitógeno moviliza estas células en el ciclo activando la expresión de la ciclina D. En las células madre adultas antiguas, la expresión de microARN let-7 aumenta, reduciendo los niveles de Hmga2 y aumentando los niveles de p16Ink4a y p19Arf. Esto reduce la sensibilidad de las células madre a las señales mitogénicas al inhibir los complejos de ciclina-CDK. Como resultado, o bien las células madre no pueden entrar en el ciclo celular, o bien la división celular se ralentiza en muchos tejidos.
La regulación extrínseca se realiza mediante señales del nicho, donde se encuentran las células madre, que es capaz de promover el estado de reposo y la activación del ciclo celular en las células madre somáticas. La división asimétrica es característica de las células madre somáticas, manteniendo el reservorio de células madre en el tejido y la producción de células especializadas del mismo.
Las células madre muestran un elevado potencial terapéutico, principalmente en patologías hematooncológicas, como la leucemia y los linfomas. Se han encontrado pequeños grupos de células madre en tumores, denominadas células madre cancerígenas. Hay evidencias de que estas células promueven el crecimiento de tumores y metástasis.

### Ovocitos
El ovocito es la célula femenina implicada en la reproducción. Existe una estrecha relación entre el ovocito y las células foliculares circundantes que es crucial para el desarrollo de ambos. El GDF9 y el BMP15 producidos por el ovocito se unen a los receptores BMPR2 en las células foliculares activando los SMAD 2/3, asegurando el desarrollo folicular. De forma concomitante, el crecimiento del ovocito se inicia por la unión de KITL a su receptor KIT en el ovocito, lo que lleva a la activación de la vía PI3K/Akt, permitiendo la supervivencia y el desarrollo del ovocito. Durante la embriogénesis, los ovocitos inician la meiosis y se detienen en la profase I. Esta detención se mantiene por los niveles elevados de cAMP dentro del ovocito. Recientemente se ha sugerido que el cGMP coopera con el cAMP para mantener la detención del ciclo celular. Durante la maduración meiótica, el pico de HL que precede a la ovulación activa la vía del MAPK que conduce a la interrupción de la unión gap y la ruptura de la comunicación entre el ovocito y las células foliculares. La PDE3A se activa y degrada el cAMP, lo que conduce a la progresión del ciclo celular y a la maduración del ovocito. El pico de HL también conduce a la producción de progesterona y prostaglandinas que inducen la expresión de ADAMTS1 y otras proteasas, así como sus inhibidores. Esto conducirá a la degradación de la pared folicular, pero limitando el daño y asegurando que la ruptura ocurra en el lugar apropiado, liberando el ovocito en las trompas de Falopio La activación de los ovocitos depende de la fecundación por el esperma. Se inicia con la atracción de los espermatozoides inducida por las prostaglandinas producidas por el ovocito, lo que creará un gradiente que influirá en la dirección y la velocidad de los espermatozoides. Tras la fusión con el ovocito, la fosfolipasa C  de los espermatozoides se libera en el ovocito, lo que provoca un aumento de los niveles de Ca2+ que activará el CaMKII, que degradará el FPM, lo que conducirá a la reanudación de la meiosis. El aumento de los niveles de Ca2+ inducirá la exocitosis de los gránulos corticales que degradan los ZP3, utilizados por los espermatozoides para penetrar en el ovocito, bloqueando la polispermia.  La desregulación de estas vías conducirá a varias enfermedades como el síndrome de fallo de maduración de ovocitos, que provoca infertilidad]. El aumento de nuestro conocimiento molecular de los mecanismos de desarrollo de los ovocitos podría mejorar el resultado de los procedimientos de reproducción asistida, facilitando la concepción. 

### Espermatozoides
El espermatozoide es el gameto masculino. Después de la eyaculación esta célula no está madura, por lo que no puede fertilizar el ovocito. Para tener la capacidad de fertilizar el gameto femenino, esta célula sufre una reacción de capacitación y acrosoma en el tracto reproductivo femenino. Las vías de señalización mejor descritas para el espermatozoide implican estos procesos. La vía de señalización cAMP/PKA conduce a la capacitación de los espermatozoides; sin embargo, la adenil ciclasa en los espermatozoides es diferente de las células somáticas. La adenilciclasa en el espermatozoide no reconoce las proteínas G, por lo que es estimulada por los iones bicarbonato y Ca2+. Luego, convierte el trifosfato de adenosina en AMP cíclico, que activa la proteína quinasa A. La PKA lleva a la fosforilación de la proteína tirosina.
La Fosfolipasa C (PLC) está involucrada en la reacción del acrosoma. La ZP3 es una glicoproteína presente en la zona pelúcida e interactúa con los receptores en el espermatozoide. Así, ZP3 puede activar receptores acoplados a la proteína G y receptores de tirosina cinasa, lo que lleva a la producción de PLC. La PLC descompone el fosfolípido fosfatidilinositol 4,5-bisfosfato (PIP2) en diacetil glicerol (DAG) y en inositol 1,4,5-trisfosfato. El PIP3 se libera como estructura soluble en el citosol y el DAG permanece unido a la membrana. El IP3 se une a los receptores IP3, presentes en la membrana del acrosoma. Además, el calcio y el DAG trabajan juntos para activar la proteína cinasa C, que pasa a fosforilar otras moléculas, lo que lleva a una alteración de la actividad celular. Estas acciones causan un aumento en la concentración citosólica de Ca2+ que lleva a la dispersión de la actina y, en consecuencia, promueve la fusión de la membrana plasmática y la membrana exterior del acrosoma.
La progesterona es una hormona esteroide que se produce en el cúmulo de ooforo. En las células somáticas se une a los receptores en el núcleo; sin embargo, en el espermatozoide sus receptores están presentes en la membrana plasmática. Esta hormona activa la AKT que lleva a la activación de otras proteínas cinasas, implicadas en la capacitación y la reacción del acrosoma. Cuando las ROS (especies reactivas al oxígeno) están presentes en alta concentración, pueden afectar a la fisiología de las células, pero cuando están presentes en concentración moderada son importantes para la reacción y la capacitación del acrosoma. Las ERO pueden interactuar con la vía del cAMP/PKA y la progesterona, estimulándolas. El ROS también interactúa con la vía ERK que lleva a la activación de las proteínas Ras, MEK y similares a la MEK. Estas proteínas activan la proteína tirosina quinasa (PTK) que fosforila varias proteínas importantes para la capacitación y la reacción del acrosoma.

### Embriones
Varias vías de señalización, como las vías FGF, WNT y TGF-β, regulan los procesos que intervienen en la embriogénesis.
Los ligandos del FGF (Factor de Crecimiento de los Fibroblastos) se unen a los receptores tirosina cinasa, FGFR (Receptores del Factor de Crecimiento de los Fibroblastos), y forman un complejo estable con los co-receptores HSPG (Proteoglicanos del Sulfato de Heparán) que promoverá la autofosforilación del dominio intracelular del FGFR y la consiguiente activación de cuatro vías principales: MAPK/ERK, PI3K, PLCγ y la vía de señalización de JAK-STAT.
- MAPK/ERK (Proteína quinasa activada por mitógeno / Quinasa regulada por señal extracelular) regula la transcripción de los genes a través de la sucesiva fosforilación de las cinasas y en las células madre embrionarias humanas ayuda a mantener la pluripotencia.[88][89] Sin embargo, en presencia de la Activina A, un ligando TGF-β, causa la formación del mesodermo y el neuroectodermo.[90]
- La fosforilación de los fosfolípidos de membrana por la PI3K (Fosfatidilinositol 3-Cinasa) resulta en la activación de la AKT/PKB (Proteína Quinasa B). Esta cinasa está involucrada en la supervivencia celular y en la inhibición de la apoptosis, el crecimiento celular y el mantenimiento de la pluripotencia, en las células madre embrionarias.[88][91][92]
- PLCγ (Fosfoinositida Fosfolipasa C γ) hidroliza los fosfolípidos de membrana para formar IP3 (Inositoltrifosfato) y DAG (Diacilglicerol), lo que lleva a la activación de las cinasas y a la regulación de los movimientos morfogénicos durante la gastrulación y la neurulación.[[86][87][93]
- STAT (Transductor de señal y activador de transcripción) es fosforilado por JAK (Janus Kinase) y regula la transcripción de genes, determinando el destino de las células. En las células madre embrionarias de ratones, esta vía ayuda a mantener la pluripotencia.

La vía de la WNT permite la función de la β-catenina en la transcripción de genes, una vez que la interacción entre el ligando de la WNT y el receptor Frizzled acoplado a la proteína G inhibe la GSK-3 (Glicógeno Sintasa Kinasa-3) y por lo tanto la formación del complejo de destrucción de la β-catenina.
Aunque existe cierta controversia sobre los efectos de esta vía en la embriogénesis, se cree que la señalización de la WNT induce la formación de líneas primitivas, mesodermo y endodermo. En la vía del TGF-β (Factor de Crecimiento Transformante β), la PMO (Proteína Morfogénica Ósea), la Activina y los ligandos Nodales se unen a sus receptores y activan los Smads que se unen al ADN y promueven la transcripción de genes. La activina es necesaria para el mesodermo y especialmente para la diferenciación del endodermo, y los ligandos Nodales y la PMO están involucrados en el patrón del embrión. La PMO también es responsable de la formación de tejidos extraembrionarios antes y durante la gastrulación, y de la diferenciación temprana del mesodermo, cuando se activan las vías de la activina y el FGF.

## Construcción de vías
La construcción de vías ha sido realizada por grupos individuales que estudian una red de interés (por ejemplo, la vía de señalización inmunológica), así como por grandes consorcios bioinformáticos (por ejemplo, el Proyecto Reactome) y entidades comerciales (por ejemplo, Ingenuity Systems). La creación de vías es el proceso de identificación e integración de las entidades, las interacciones y las anotaciones asociadas, así como de la base de conocimientos. La construcción de vías puede tener un objetivo basado en datos (DDO) o un objetivo basado en conocimientos (KDO). La construcción de vías impulsadas por datos se utiliza para generar información de relación de los genes o proteínas identificados en un experimento específico, como un estudio de microarray
La construcción de vías de acceso basadas en el conocimiento implica el desarrollo de una base detallada de conocimientos de vías de acceso para determinados ámbitos de interés, como un tipo de célula, una enfermedad o un sistema. El proceso de curado de una vía biológica entraña la identificación y estructuración del contenido, la extracción de información de forma manual y/o informática, y la constitución de una base de conocimientos mediante las herramientas informáticas adecuadas.
Para la construcción de la ruta de DDO o KDO, el primer paso es extraer la información pertinente de las fuentes de información pertinentes sobre las entidades e interacciones. La información recuperada se reúne utilizando formatos adecuados, normas de información y herramientas de construcción de vías para obtener un prototipo de vía. La vía se refina aún más para incluir anotaciones específicas del contexto, como la especie, el tipo de célula/tejido o el tipo de enfermedad. A continuación, la vía puede ser verificada por los expertos del dominio y actualizada por los conservadores sobre la base de retroalimentación apropiada.
Los recientes intentos por mejorar la integración de los conocimientos han permitido perfeccionar las clasificaciones de las entidades celulares, como la GO, y reunir depósitos de conocimientos estructurados. Los depósitos de datos, que contienen información sobre datos de secuencias, metabolismo, señalización, reacciones e interacciones, son una importante fuente de información para la construcción de vías.
Esquema que ilustra los principales pasos de los procesos de construcción basados en datos y en conocimientos.
| Base de datos                                                                                          | Tipo de gestión               | Anotación de GO (S/N) | Descripción |
| --- | ----------------------------- | --------------------- | --- |
| 1. Bases de datos de interacciones proteína-proteína'.'                                                |                               |                       | |
| BIND                                                                                                   | Gestión manual                | N                     | 200.000 interacciones y complejos biomoleculares documentados |
| MINT                                                                                                   | Gestión manual                | N                     | Interacciones verificadas experimentalmente |
| HPRD                                                                                                   | Gestión manual                | N                     | Presentación completa de las interacciones, entidades y evidencias                                                                                                  |
| MPact                                                                                                  | Gestión manual y automatizada | N                     | Interacciones con la levadura. Una parte de MIPS |
| DIP (enlace roto disponible en Internet Archive; véase el historial, la primera versión y la última).  | Gestión manual y automatizada | S                     | Interacciones determinadas experimentalmente |
| IntAct                                                                                                 | Gestión manual                | S                     | Database and analysis system of binary and multi-protein interactions                                                                                               |
| PDZBase                                                                                                | Gestión manual                | N                     | Dominio PDZ que contiene proteínas |
| | Gestión manual y automatizada | S                     | Basado en experimentos específicos y en la literatura |
| BioGrid                                                                                                | Gestión manual                | S                     | Interacciones físicas y genéticas |
| UniHi                                                                                                  | Gestión manual y automatizada | S                     | Interacciones integrales de las proteínas humanas |
| OPHID                                                                                                  | Gestión manual                | S                     | Combina la PPI de BIND, HPRD y MINT |
| 2. Bases de datos de las vías metabólicas                                                              |                               |                       | |
| EcoCyc                                                                                                 | Gestión automática y manual   | S                     | Todo el genoma y la maquinaria bioquímica de "E". Coli |
| MetaCyc                                                                                                | Gestión manual                | N                     | Vías de más de 165 especies |
| HumanCyc                                                                                               | Gestión automática y manual   | N                     | Vías metabólicas humanas y el genoma humano |
| BioCyc                                                                                                 | Gestión automática y manual   | N                     | Colección de bases de datos de varios organismos |
| 3. Bases de datos de las vías de señalización                                                          |                               |                       | |
| KEGG (enlace roto disponible en Internet Archive; véase el historial, la primera versión y la última). | Gestión manual                | S                     | Amplia colección de vías como las de enfermedades humanas, señales, vías de procesamiento de información genética. Enlaces a varias bases de datos útiles           |
| PANTHER                                                                                                | Gestión manual                | N                     | Compendio de vías metabólicas y de señalización construidas con CellDesigner. Las rutas pueden ser descargadas en formato SBML                                      |
| Reactome                                                                                               | Gestión manual                | S                     | Disposición jerárquica. Amplios enlaces a bases de datos relevantes como NCBI, ENSEMBL, UNIPROT, HAPMAP, KEGG, CHEBI, PubMed, GO. Sigue las normas PSI-MI           |
| Biomodels                                                                                              | Gestión manual                | S                     | Los expertos en la materia se encargaron de los mapas de conexiones biológicas y los modelos matemáticos asociados.                                                 |
| STKE                                                                                                   | Gestión manual                | N                     | Repositorio de las vías canónicas |
| Ingenuity Systems                                                                                      | Gestión manual                | S                     | Base de conocimiento biológico comercial de mamíferos sobre genes, medicinas, procesos químicos, celulares y de enfermedades, y vías de señalización y metabólicas. |
| Human signaling network                                                                                | Gestión manual                | S                     | La mayor base de datos de la red de señalización humana |
| PID (enlace roto disponible en Internet Archive; véase el historial, la primera versión y la última).  | Gestión manual                | S                     | Compendio de varias vías de señalización altamente estructuradas y ensambladas                                                                                      |
| BioPP                                                                                                  | Gestión automática y manual   | S                     | Repositorio de vías biológicas construido con CellDesigner |

Leyenda: S - Sí, N - No; BIND - Base de datos de la Red de Interacción Biomolecular, DIP - Base de datos de Proteínas Interactivas, GNPV - Visor de la Plataforma de la Red de Genoma, HPRD = Base de datos de Referencia de Proteínas Humanas, MINT - Base de datos de Interacción Molecular, MIPS - Centro de Información de Munich para Secuencias de Proteínas, UNIHI - Interacción Humana Unificada, OPHID - Base de datos de Interacción Humana Prevista en Línea, EcoCyc - Enciclopedia de E. Coli Genes and Metabolism, MetaCyc - Base de datos de vías metabólicas, KEGG - Enciclopedia de Kyoto de genes y genomas, PANTHER - Base de datos de análisis de proteínas a través de relaciones evolutivas, STKE - Entorno de conocimiento de transducción de señales, PID - Base de datos de interacción de vías, BioPP - Editor de vías biológicas. Puede consultarse una lista completa de recursos en http://www.pathguide.org.

## Bases de datos e instrumentos relacionados con las vías de acceso

### KEGG
La creciente cantidad de información genómica y molecular es la base para comprender los sistemas biológicos de orden superior, como la célula y el organismo, y sus interacciones con el medio ambiente, así como para las aplicaciones médicas, industriales y otras aplicaciones prácticas. El recurso KEGG (http://www.genome.jp/kegg/) proporciona una base de conocimientos de referencia para vincular los genomas con los sistemas biológicos, clasificados como bloques de construcción en el espacio genómico (KEGG GENES), el espacio químico (KEGG LIGAND), diagramas de cableado de redes de interacción y redes de reacción (KEGG PATHWAY), y ontologías para la reconstrucción de vías (base de datos BRITE). La base de datos KEGG PATHWAY es una colección de mapas de vías dibujados manualmente para el metabolismo, el procesamiento de información genética, el procesamiento de información ambiental como la transducción de señales, la interacción ligado-receptor y la comunicación celular, varios otros procesos celulares y enfermedades humanas, todo ello basado en un amplio estudio de la literatura publicada.

### GenMAPP
Gene Map Annotator and Pathway Profiler (GenMAPP) (http://www.genmapp.org/) un programa informático gratuito, de código abierto e independiente está diseñado para organizar, analizar y compartir datos a escala del genoma en el contexto de las vías biológicas. La base de datos GenMAPP admite múltiples anotaciones de genes y especies, así como la creación de bases de datos de especies personalizadas para un número potencialmente ilimitado de especies. Los recursos de las vías se amplían utilizando información homológica para traducir el contenido de las vías entre las especies y ampliando las vías existentes con datos derivados de las interacciones y la coexpresión de proteínas conservadas. Se ha puesto en marcha un nuevo modo de visualización de datos, que incluye el tiempo de recorrido, el polimorfismo de un solo nucleótido (SNP) y el empalme, con la base de datos GenMAPP para apoyar el análisis de datos complejos. GenMAPP también ofrece formas innovadoras de visualizar y compartir datos mediante la incorporación de la exportación en HTML de análisis de conjuntos enteros de vías como páginas web organizadas (https://web.archive.org/web/20130203072322/http://www.genmapp.org/tutorials/Converting-MAPPs-between-species.pdf). En resumen, GenMAPP proporciona un medio para consultar rápidamente datos experimentales complejos para detectar cambios a nivel de la vía en una diversa gama de organismos. 

### Reactome
Dada la composición genética de un organismo, el conjunto completo de posibles reacciones constituye su reactivo. El reactivo, que se encuentra en http://www.reactome.org, es un recurso gestionado y revisado por pares de procesos biológicos humanos/datos de vías. La unidad básica de la base de datos de Reactome es una reacción; las reacciones se agrupan luego en cadenas causales para formar vías. El modelo de datos de Reactome nos permite representar muchos procesos diversos en el sistema humano, incluidas las vías del metabolismo intermedio, las vías reguladoras y la transducción de señales, y los procesos de alto nivel, como el ciclo celular. Reactome proporciona un marco cualitativo, en el que se pueden superponer datos cuantitativos. Se han desarrollado herramientas para facilitar la introducción y anotación de datos personalizados por parte de biólogos expertos, y para permitir la visualización y exploración del conjunto de datos terminados como un mapa de proceso interactivo. Aunque el dominio gestionado primario son las vías del Homo sapiens, las proyecciones electrónicas de las vías humanas sobre otros organismos se crean regularmente mediante ortólogos putativos, lo que hace que Reactome sea relevante para las comunidades de investigación de organismos modelo. 
La base de datos es de acceso público en condiciones de código abierto, lo que permite utilizar y redistribuir libremente tanto su contenido como su infraestructura de software. El estudio de perfiles transcripcionales completos y la catalogación de las interacciones proteína-proteína ha producido mucha información biológica valiosa, desde el genoma o el proteoma hasta la fisiología de un organismo, un órgano, un tejido o incluso una sola célula. La base de datos de Reactome contiene un marco de posibles reacciones que, cuando se combina con datos cinéticos de expresión y enzimáticos, proporciona la infraestructura para los modelos cuantitativos, por lo tanto, una visión integrada de los procesos biológicos, que vincula esos productos génicos y puede ser explotada sistemáticamente mediante el uso de aplicaciones bioinformáticas. Los datos de Reactome están disponibles en diversos formatos estándar, como BioPAX, SBML y PSI-MI, y también permiten el intercambio de datos con otras bases de datos de vías, como Cycs, KEGG y amaze, y bases de datos de interacciones moleculares, como BIND y HPRD. La próxima publicación de datos cubrirá la apoptosis, incluyendo las vías de señalización de los receptores de la muerte, y las vías de Bcl2, así como las vías implicadas en la hemostasia. Otros temas que se están desarrollando actualmente son varias vías de señalización, mitosis, fototransducción visual y hematopoyesis. En resumen, Reactome proporciona resúmenes gestionadoss de alta calidad de los procesos biológicos fundamentales en los seres humanos en una forma de visualización de los datos de las vías fácil de usar para los biólogos, y es un proyecto de código abierto. 

## Enfoques orientados a las vías
En la era postgenómica, las técnicas de secuenciación de alto rendimiento y de elaboración de perfiles de genes/proteínas han transformado la investigación biológica al permitir la vigilancia exhaustiva de un sistema biológico, lo que ha dado lugar a una lista de genes o proteínas de expresión diferencial, que es útil para identificar los genes que pueden desempeñar funciones en un fenómeno o fenotipo determinado. Con los microarreglos de ADN y la ingeniería genética a nivel de todo el genoma, es posible examinar los perfiles de expresión génica mundiales para aportar una gran cantidad de datos genómicos al dominio público. Con el ARN de interferencia es posible destilar las inferencias contenidas en la literatura experimental y las bases de datos primarias en bases de conocimientos que consisten en representaciones anotadas de vías biológicas. En este caso, se sabe que los genes y las proteínas individuales participan en procesos, componentes o estructuras biológicas, así como en la forma y el lugar en que los productos génicos interactúan entre sí.
Los enfoques orientados a las vías para analizar los datos de microarreglos, agrupando largas listas de genes, proteínas y/u otras moléculas biológicas individuales según las vías en las que participan en conjuntos más pequeños de genes o proteínas relacionados, lo que reduce la complejidad, han demostrado su utilidad para conectar los datos genómicos a procesos y sistemas biológicos específicos. La identificación de vías activas que difieren entre dos condiciones puede tener más poder explicativo que una simple lista de diferentes genes o proteínas. Además, un gran número de métodos analíticos de vías explotan el conocimiento de las vías en repositorios públicos como la ontología genética (GO) o la enciclopedia de genes y genomas de Kyoto (KEGG), en lugar de inferir vías a partir de mediciones moleculares. Además, los diferentes enfoques de investigación han dado a la palabra "vía" diferentes significados. Por ejemplo, "vía" puede denotar una vía metabólica que implica una secuencia de reacciones catalizadas por enzimas de pequeñas moléculas, o una vía de señalización que implica un conjunto de reacciones de fosforilación de proteínas y eventos de regulación de genes.
Por lo tanto, el término "análisis de vías" tiene una aplicación muy amplia. Por ejemplo, puede referirse al análisis de las redes de interacción física (por ejemplo, interacciones proteína-proteína), la simulación cinética de vías y el análisis de vías en estado estacionario (por ejemplo, el análisis de equilibrio de flujo), así como su utilización en la inferencia de vías a partir de datos de expresión y secuencia. Se han desarrollado varias herramientas de análisis de enriquecimiento funcional. y algoritmos para mejorar la interpretación de los datos. En la literatura reciente se han resumido los métodos de análisis de vías basados en el conocimiento existentes en cada generación.

## Aplicaciones del análisis de vías en medicina

### Cáncer colorrectal (CCR)
Un paquete de programas MatchMiner se utilizó para escanear los nombres HUGO para que los genes clonados de interés se escaneasen, y luego se introdujesen en GoMiner, que aprovechó el GO para identificar los procesos biológicos, funciones y componentes representados en el perfil del gen. Además, la base de datos de anotación, visualización y descubrimiento integrado (DAVID) y la base de datos KEGG pueden utilizarse para el análisis de los datos de expresión de microarray y el análisis de cada proceso biológico GO (P), componente celular (C) y ontología de función molecular (F). Además, las herramientas DAVID pueden utilizarse para analizar los papeles de los genes en las vías metabólicas y mostrar las relaciones biológicas entre los genes o los productos de los genes y pueden representar las vías metabólicas
Estas dos bases de datos también proporcionan herramientas bioinformáticas en línea para combinar información bioquímica específica sobre un determinado organismo y facilitar la interpretación de los significados biológicos de los datos experimentales. Mediante el uso de un enfoque combinado de tecnologías de microarreglos y bioinformática, se ha demostrado un posible mecanismo metabólico que contribuye al cáncer colorrectal (CCR). Varios factores ambientales pueden estar implicados en una serie de puntos a lo largo de la vía genética del CCR. Entre ellos se incluyen los genes relacionados con el metabolismo de los ácidos biliares, el metabolismo de la glicólisis y las vías de metabolismo de los ácidos grasos, lo que respalda la hipótesis de que algunas de las alteraciones metabólicas observadas en el carcinoma de colon pueden ocurrir en el desarrollo del CCR.

### Enfermedad de Parkinson (EP)
Los modelos celulares son fundamentales para diseccionar un proceso patológico complejo en eventos moleculares más simples. La enfermedad de Parkinson (EP) es multifactorial y clínicamente heterogénea; la etiología de la forma esporádica (y más común) todavía no está clara y sólo se han aclarado unos pocos mecanismos moleculares hasta ahora en la cascada neurodegenerativa. En un panorama tan multifacético, es particularmente importante identificar modelos experimentales que simplifiquen el estudio de las diferentes redes de proteínas y genes involucrados. Los modelos celulares que reproducen algunas de las características de las neuronas que degeneran en la EP han contribuido a muchos avances en nuestra comprensión del flujo patógeno de la enfermedad. En particular, las vías bioquímicas fundamentales (es decir, la apoptosis y el estrés oxidativo, la deficiencia mitocondrial y la mitofagia disfuncional, el estrés de las proteínas desplegadas y la eliminación inadecuada de las proteínas mal plegadas) se han explorado ampliamente en las líneas celulares. El papel central de la a-sinucleína ha generado muchos modelos destinados a dilucidar su contribución a la desregulación de diversos procesos celulares. Los modelos celulares clásicos parecen ser la elección correcta para los estudios preliminares sobre la acción molecular de nuevos fármacos o posibles toxinas y para comprender el papel de los factores genéticos individuales. Además, la disponibilidad de nuevos sistemas celulares, como los cíbridos o las células madre pluripotentes inducidas, ofrece la posibilidad de aprovechar las ventajas de una investigación in vitro, aunque reflejando más de cerca la población celular afectada.

### Enfermedad de Alzheimer
La degeneración sináptica y la muerte de las células nerviosas son las características que definen la enfermedad de Alzheimer (EA), los trastornos neurodegenerativos relacionados con la edad más frecuentes. En la EA, las neuronas del hipocampo y del cerebro anterior basal (regiones del cerebro que conservan las funciones de aprendizaje y memoria) son selectivamente vulnerables. Los estudios del tejido cerebral post mortem de las personas con EA han aportado pruebas del aumento de los niveles de estrés oxidativo, la disfunción mitocondrial y el deterioro de la absorción de glucosa en las poblaciones neuronales vulnerables. Los estudios de modelos animales y de cultivos celulares de la EA sugieren que el aumento de los niveles de estrés oxidativo (peroxidación lipídica de la membrana, en particular) puede perturbar el metabolismo de la energía neuronal y la homeostasis de los iones, al perjudicar la función de las ATPasas, transportadores de glucosa y glutamato de las membranas. Esta complicación oxidativa y metabólica puede hacer que las neuronas sean vulnerables a la excitotoxicidad y la apoptosis. Estudios recientes sugieren que la EA puede manifestar alteraciones sistémicas en el metabolismo energético (por ejemplo, aumento de la resistencia a la insulina y desregulación del metabolismo de la glucosa). La evidencia emergente de que la restricción de la dieta puede impedir el desarrollo de la EA es coherente con un importante componente "metabólico" de estos trastornos, y proporciona el optimismo de que estos devastadores trastornos cerebrales del envejecimiento pueden prevenirse en gran medida.